# Каргалинская волость (Тарский уезд)
Карга́линская во́лость — административно-территориальная единица Тарского уезда Тобольской губернии (до 1917), Акмолинской (Омской) области (1917—1919); Ишимского уезда Тобольской (Тюменской) губернии (1919—1923).
Волостной центр — село Каргалинское.

## История
Каргалинская крестьянская волость образовалась в 1782 году.
Волостной центр был размещён в деревне Каргалинской.
С 1893 года по 1 июля 1903 года в волости было образовано 7 переселенческих посёлков.
До 1 января 1904 года в волости продолжали действовать 7 переселенческих посёлков и 1 запасной участок.
До 1913 года был образован 21 переселенческий посёлок и 1 запасной участок.
В 1914 году часть территории была передана в образованную Кайлинскую волость.
В 1917 году в составе Томской губернии, а в период 1917—1918 годы в Акмолинской области.
В апреле 1918 года из Тарского уезда Акмолинской области в Ишимский уезд Тобольской губернии была передана Каргалинская волость.
В 1919 году переводится в состав Ишимского уезда Тюменской губернии, а затем Омской губернии.
В 1920—1923 годы была в составе Ишимского уезда Тюменской губернии.
Каргалинская волость граничила с Кайлинской, Викуловской волостями, а также казёнными лесными дачами и Ишимским уездом.
Крупные населённые пункты: село Рябовское, деревня Скрипкина, деревня Одина, деревня Серебрянка, село Ермаковское.
3 ноября 1923 года волость упразднена. Территория волости вошла в состав образованного Викуловского района Ишимского округа Уральской области с образованием сельских советов Боровской, Жигульский, Каргалинский, Михайловский, Николаевский, Одинский, Поддубровинский, Рябовский, Серебрянский, Скрипкинский, Тамакульский, Ташаирский, Шешуковский.

## Административное деление
Состав на 1868
| - село Каргалинское - деревня Балахлейская - деревня Басаргульская - деревня Белкова - деревня Бунькова - деревня Долгушина - деревня Ершова - деревня Иковская - деревня Красноярская - деревня Малышева | - деревня Мельникова - деревня Одина - деревня Панова - деревня Поддубровная - деревня Рябова - деревня Сартамская - деревня Серебрянская - деревня Тамакульская - деревня Ташаир - деревня Фокина | - деревня Южакова - деревня Юшкова - выселок Бобровский - выселок Боровинский - выселок Скрынкинский - выселок Тавинский - выселок Куликовский - выселок Шешуковский |

Состав на 1893
| - село Каргалы - деревня Балахлей - деревня Баровая - деревня Басаргуль - деревня Бобры - деревня Бунькова - деревня Белькова - деревня Долгушина - деревня Ершова - деревня Ик | - деревня Красноярка - деревня Кулики - деревня Малышева - деревня Мелыткова - деревня Одина - деревня Поддубровна - деревня Рябова - деревня Сартам - деревня Серебрянка - деревня Скрынкина | - деревня Тава - деревня Тамакульская - деревня Ташаир - деревня Фокина - деревня Шетукова - деревня Южакова - деревня Юшкова |

Состав на 1903
| - село Каргалинское - село Рябово - деревня Балахлей - деревня Басаргуль - деревня Бобры - деревня Боровая - деревня Бунькова - деревня Белькова - деревня Долгушина - деревня Ершова | - деревня Ик - деревня Красноярка - деревня Кулики - деревня Малышева - деревня Мельникова - деревня Одина - деревня Поддубровная - деревня Сартам - деревня Серебрянка - деревня Скрипкина | - деревня Тава - деревня Тамакульская - деревня Ташаир - деревня Фокина - деревня Шешукова - деревня Южакова - деревня Юшкова - посёлок Вараксинский - посёлок Еловочка - посёлок Ермаковский | - посёлок Жигульский - посёлок Михайловский - посёлок Николаевский - посёлок Осиновский - посёлок Спиринский |

Состав на 1909
| - село Каргалинское - село Рябовское - деревня Балахлей - деревня Басаргуль - деревня Бобры - деревня Боровая - деревня Бунькова - деревня Белькова - деревня Ершова - деревня Ик | - деревня Кулики - деревня Красноярка - деревня Малышева - деревня Мельникова - деревня Одина - деревня Поддубровная - деревня Серебрянка - деревня Скрипкина - деревня Тава - деревня Тамакульская | - деревня Ташаир - деревня Фокина - деревня Шушакова - деревня Южакова - деревня Юшкова - посёлок Вараксинский - посёлок Еловочка - посёлок Ермаковский - посёлок Жигуль - посёлок Михайловский | - посёлок Николаевский - посёлок Осиновка - посёлок Спиринский |

Состав на 1916
| - село Каргалы - село Рябовское - деревня Аксёнова - деревня Белькова - деревня Бобры - деревня Боровая - деревня Бунькова - деревня Вараксина - деревня Ершова - деревня Жигуль | - деревня Ик - деревня Кулики - деревня Малышева - деревня Мельникова - деревня Михайловка - деревня Новая Боровая - деревня Одина - деревня Орехова - деревня Пестовка - деревня Поддубровная | - деревня Серебрянка - деревня Скрипкина - деревня Спириха - деревня Тава - деревня Тамакульская - деревня Ташаир - деревня Шешукова - деревня Южакова - деревня Юшкова - посёлок Еловка | - посёлок Ермаковский - посёлок Муравьиный - посёлок Николаевка - посёлок Осиновка - посёлок Шальновка - кордон Викуловского лесничества |

Состав на 1923
| - село Каргалы - село Рябовское - деревня Аксёнова - деревня Белькова - деревня Бобры - деревня Боровая - деревня Бунькова - деревня Вараксина - деревня Ершова - деревня Жигуль | - деревня Ик - деревня Кулики - деревня Малышева - деревня Мельникова - деревня Михайловка - деревня Новая Боровая - деревня Одина - деревня Орехова - деревня Пестовка - деревня Поддубровная | - деревня Серебрянка - деревня Скрипкина - деревня Спириха - деревня Тава - деревня Тамакульская - деревня Ташаир - деревня Шешукова - деревня Южакова - деревня Юшкова - посёлок Еловка | - посёлок Ермаковский - посёлок Муравьиный - посёлок Николаевка - посёлок Осиновка - посёлок Шальновка - посёлок Ик - выселок Ложникова - хутор Лужки - хутор Мостовской - кордон Викуловского лесничества |

Административные участки
- IV участок крестьянского начальника Тарского уезда с центром в селе Викуловское;
- V участок полицейского урядника Тарского уезда с центром в селе Калининское;
- Тарский участок прокурора Тобольского Окружного Суда Тарского уезда с центром в городе Тара;
- VI следственный участок мирового сульи Тарского уезда с центром в селе Викуловское;
- IV участок сельского врача с центром в селе Викуловское;
- Тарский участок податного инспектора Тарского уезда с центром в городе Тара;
- III район инспектора народных училищ Тарского уезда с центром в городе Тара;
- II полицейский стан Тарского уезда с центром в селе Викуловское.

Сельские общества
- 1907 год — 35 населённых пунктов, 15 сельских обществ;
- 1908 год — 35 населённых пунктов, 14 сельских обществ;
- 1909 год — 35 населённых пунктов, 14 сельских обществ;
- 1910 год — 33 населённых пункта, 14 сельских обществ;
- 1911 год — 33 населённых пункта, 16 сельских обществ;
- 1912 год — 33 населённых пункта, 14 сельских обществ;
- 1913 год — 33 населённых пункта, 14 сельских обществ;
- 1914 год — 33 населённых пункта, 16 сельских обществ;
- 1915 год — 13 сельских обществ.

## Промышленность и торговля
На 1 января 1909 года в волости имелось 4 маслодельных завода перерабатывающих 25500 пудов молока, с 4 сепараторами и 11 рабочими.

## Инфраструктура
На 1868 год в волости имелось: 1 православная церковь, сельское училище, волостное правление, 2 мукомольные мельницы.
На 1903 год в волости имелось: 23 торговые лавки, 4 кузницы, 11 хлебо-запасных магазинов, 9 водяных мельниц, 2 церкви, волостное правление с почтовыми операциями и государственной сберегательной кассой, 1 министерская школа, 1 школа грамотности, 1 казённая винная лавка, 1 ярмарка, 2 торжка, 1 маслобойный завод, 3 кожевенных завода, 2 маслодельных завода.
На 1909 год в волости имелось: почтовые операции при волостном правлении, 2 церкви, 1 часовня, 2 школы (официальные), 1 школа (грамоты), 18 хлебо-запасных магазинов, 2 трактира, 26 торговых лавок, 1 ветряная мельница, 15 водяных мельниц, 4 маслодельни, 4 завода, 19 кузниц, 26 пожарных сараев, 1 ярмарка, 2 торжка, 1 почтовая станция, 2 земские станции.
В волости прохидил земский тракт Тобольск-Тара со станциями Красноярская, Каргалинская, Одинская.

## Религия
В 1868 была построена церковь в селе Каргалинское.
Каргалинский православный приход входил в I благочиние Тобольской епархии с центром в селе Викуловское.

## Население
На 1893 год в волости проживало 10148 человек (5163 м — 4985 ж) в 1319 дворах, 27 селениях.
На 1903 год в волости проживало 8624 человека (4075 м — 4549 ж) в 1557 дворах, 35 селениях.
На 1909 год в волости проживало 6820 человек (3291 м — 3529 ж) в 1197 дворах, 33 селениях.

### Национальный состав волости
По переписи населения 1897 года, в волости проживало: великороссов — 7009 человек, цыган — 56 человек, татар — 24 человека, мордва — 13 человек, поляки — 10 человек, эстонцы — 9 человек, немцы — 2 человека, латыши — 1 человек. После переписи переселились чуваши, марийцы, цыгане и другие.
Крупнейшие населённые пункты
| 1868 год - село Каргалинское — 343 чел.; - деревня Одина — 330 чел.; - деревня Южакова — 299 чел.; - деревня Малышева — 292 чел.; - деревня Долгушина — 269 чел. | 1893 год - село Каргалы — 575 чел.; - деревня Одина — 569 чел.; - деревня Долгушина — 546 чел.; - деревня Поддубровна — 513 чел.; - деревня Рябова — 509 чел. | 1897 год - село Рябово — 525 чел.; - деревня Скрипкина — 504 чел. |

| 1903 год - село Рябово — 530 чел.; - деревня Скрипкина — 488 чел.; - деревня Одина — 420 чел.; - деревня Серебренка — 400 чел.; - село Каргалинское — 390 чел. | 1909 год - село Рябовское — 545 чел.; - деревня Серебрянка — 382 чел.; - деревня Шушакова — 378 чел.; - деревня Тава — 313 чел.; - деревня Басаргуль — 273 чел. |

## Известные уроженцы
- Фролов, Андрей Дмитриевич — уроженец деревни Ик, Герой Советского Союза.